# José Joaquim Furtado
José Joaquim Furtado (Lagos, 5 de Fevereiro de 1790 — Lagos, 4 de Fevereiro de 1873), mais conhecido por Marechal Furtado, foi um militar português.

## Biografia

### Nascimento
Nasceu na cidade de Lagos em 5 de Fevereiro de 1790, filho de Hilário José Furtado e de Messias Rita.

### Carreira militar
Assentou praça em Lagos em 1806. Entre 1811 e 1813, participou nas batalhas de Buçaco, La Albuera, Redinha, Bosque d' Albuera, Olivença, Vitória, Pirenéus, Nines e Nive, no Cerco de Badajoz e no Bloqueio de Pamplona. Devido à sua bravura no campo de batalha, foi elogiado e promovido a Alferes em 1813. Em 1814, estava integrado no Regimento de Lagos, tendo conbatido nas batalhas de Orthez, Tolosa, Salvaterra, Aire e Vila Tarbe.
Em 1817, foi destacado para a Bahia, tendo sido promovido a Tenente em 1818 e a Capitão em 1827. Devido às suas tendências liberais, foi preso em Estoi e no Forte de São Julião da Barra em 1828. Em 1833, lutou contra os Absolutistas nas Linhas de Lisboa, e em 1834, participou na Batalha de Almoster. Participou na Batalha de Zambrand em 1837, tendo sido promovido a major em 1840, a coronel em 1847 e oficial do Estado Maior General em 1851.

### Falecimento
Morreu em Lagos, no dia 4 de Fevereiro de 1873.

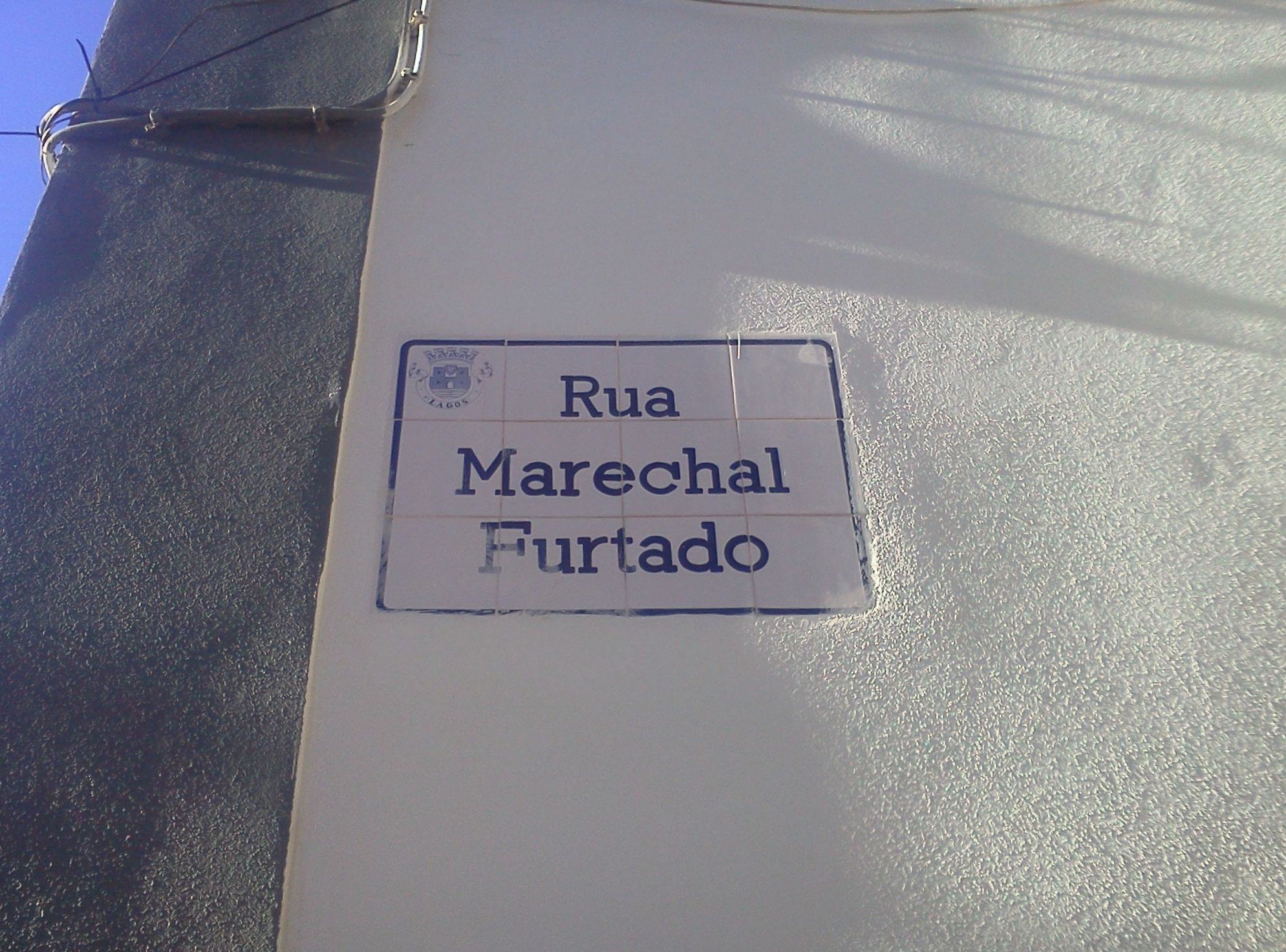
Placa toponímica da Rua Marechal Furtado, em Lagos.

## Homenagens
Recebeu a Cruz da Guerra Peninsular n.º 2, e foi feito cavaleiro da Ordem de Cristo em 1835 e comendador da mesma ordem em 1850.
A Câmara Municipal de Lagos colocou o seu nome numa rua na antiga Freguesia de São Sebastião.